# Corporación Profesional de Dardos

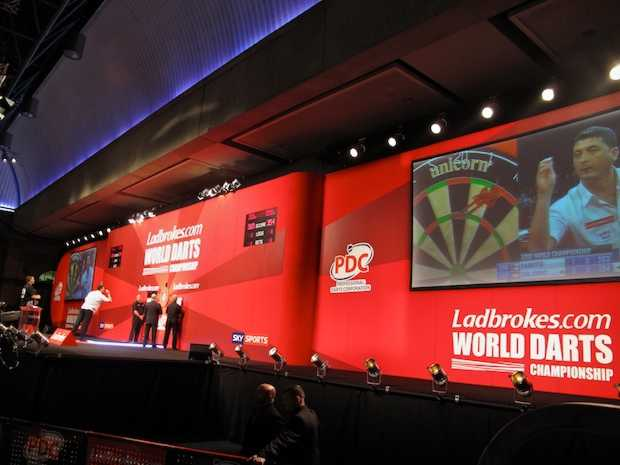
Una foto del escenario en el Campeonato Mundial de Dardos PDC 2009 durante un partido entre Kevin Painter y Mensur Suljovic.

La Corporación Profesional de Dardos (en inglés: Professional Darts Corporation, PDC) es una organización de dardos profesional del Reino Unido, establecida en 1992 por un grupo de los jugadores principales partidos de la Organización Británica de Dardos para formar lo que inicialmente se llamó el World Darts Council (WDC). El promotor de deportes Barry Hearn es el presidente de la PDC.
El PDC se desarrolló y organiza numerosos campeonatos, incluyendo el Campeonato Mundial de Dardos de la PDC, el World Matchplay, el World Grand Prix, el Abierto de Reino Unido, la Premier League de Dardos, y el Grand Slam de Dardos. También corre tiene su propio ranking mundial, basado en el rendimiento de los jugadores.

## Historia
En los 1980, los dardos profesionales en Gran Bretaña perdieron mucho de su patrocinio con la cobertura televisiva. Desde 1989, el único acontecimiento televisado fue el Campeonato Mundial de la BDO. Algunos de los jugadores sintieron que el organismo que gobernaba los campeonatos profesionales, la Organización Británica de Dardos, no hacía lo suficiente para animar a nuevos patrocinadores al deporte y aumentar la cobertura televisiva a más torneos.
Como resultado 16 jugadores profesionales, incluyendo al anterior campeón del mundo de la BDO, que todavía estaba activo, crearon su propia organización de dardos, el World Darts Council (WDC), en enero de 1992.
Quisieron nombrar un asesor de relaciones públicas para mejorar la imagen del deporte. El Campeonato Mundial de 1993 fue el último unificado. Los jugadores WDC llevaron su nueva insignia en sus mangas durante el torneo, pero fueron expulsados del BDO. Los jugadores WDC decidieron que si no iban a ser reconocidos por el BDO, no iban a jugar más el Campeonato Mundial.
La BDO tomó el paso de prohibir a los jugadores que se rebelaron el jugar cualquier competición de dardos y amenazaron con echar a cualquier jugador que participase en cualquier evento de exhibición con jugadores WDC.

### Tomlin order
Después de que los jugadores WDC emitiesen una Temlin order, que en el sistema judicial británico es una orden judicial según la cual se suspende una orden judicial, junto con la BDO el 30 de junio de 1997, la BDO reconoció a los jugadores de la WDC y aprobó que los jugadores tuviesen la libertad de elegir la competición en la que ellos quisieran jugar.
La WDC se convirtió así en una organización rectora del mundo de los dardos, cambiándose el nombre a Professional Darts Corporation (PDC).
Otra condición de esta Tomlin order es que los mejores 16 jugadores, y cualquier jugador de un país anfitrión situados entre 17 y 32 en el Campeonato de la BDO, y los mejores 16 jugadores de la PDC, no estará permitido que pasen a la otra competición el año siguiente.
A pesar de esta condición, Raymond van Barneveld se cambió a la PDC en pocas semanas después de lograr llegar a la final del Campeonato Mundial de la BDO 2006, más tarde jugando (y ganando) el Campeonato Mundial de Dardos de la PDC de 2007, pese a que la Tomlin order le impedía jugar. Van Barneveld había negociado una cláusula en su contrato con la BDO, dándole el derecho de jugar en el Campeonato Mundial de la PDC el año inmediatamente después de su último campeonato mundial de BDO.
Una nueva controversia ocurrió en 2007, cuando el campeón del mundo de la BDO en ese año, Jelle Klaasen, anunció que cambiaría la BDO por la PDC.
Poco después, tendría lugar un gran éxodo de jugadores de BDO para sumarse a la PDC.